# Semecarpus borneensis
Semecarpus borneensis är en sumakväxtart som beskrevs av Merrill. Semecarpus borneensis ingår i släktet Semecarpus och familjen sumakväxter. Inga underarter finns listade i Catalogue of Life.